# Хаглунд, Линда
Линда Хаглунд (-Мактир) (швед. Linda Haglund (-McTear); 15 июня 1956, Стокгольм, Швеция — 21 ноября 2015, Йёстерханинге, Швеция) — шведская легкоатлетка, чемпионка Европы в помещении (1976)

## Спортивная карьера
Была 7-кратной чемпионкой Швеции на дистанции 100 м (1974—1979, 1981) и 5-кратной — на 200 м (1975—1979). Также семь раз побеждала на зимних первенствах страны на дистанции 60 м (1972, 1974, 1976, 1978, 1979, 1981, 1984).
На своих первых летних Олимпийских играх в Мюнхене (1972) не смогла выйти из предварительных забегов на дистанциях 100 м в эстафете 4 × 100 м.
В 1974 году заняла шестое место в забеге на 60 м на зимнем чемпионате Европы по легкой атлетике в Гётеборге. В 1976 г. стала победительницей чемпионата Европы в помещении в Мюнхене и вышла в полуфинал на Олимпийских играх в Монреале.
На чемпионате Европы в помещении в Милане (1978) выиграла серебряную медаль на дистанции 60 м, повторив этот успех на летнем первенстве Европы в Праге на 100-метровке. В том же году стала в Швеции «Спортсменом года». В 1979 г. заняла пятое место в забеге на 60 м на чемпионате Европы в помещении в Вене и выиграла Кубок мира IAAF в Монреале в эстафете 4 × 100 м, выступаю за сборную Европы. В 1980 г. выиграла серебряную медаль на зимнем континентальном первенстве в помещении в Зиндельфингене на 60-метровке.
На летних Олимпийских играх в Москве (1980) была четвёртой на дистанции 100 м и вышла в полуфинал на 200 м. В 1981 в Гренобле, став серебряным призёром, завоевала свою четвертую медаль в карьере на европейских первенствах в помещении.
Летом 1981 г. допинг-контроль дал позитивный результат на употребление спортсменкой аналогических стероидов. Бегунья настаивала на своей невиновности, утверждая, что просто использовала две таблетки, которые ей дал в качестве витаминов её тренер Пертти Хелин. Тренер подтвердил эту версию и утверждал, что он ошибся в препаратах. И хотя Шведская легкоатлетическая ассоциация признала спортсменку невиновной, IAAF дисквалифицировала её на 18 месяцев.
В 1993 г. вышла замуж за американского спринтера Хьюстона Макитра. Переехав в США, она работала в качестве тренера по легкой атлетике колледжа в Санта-Монике. Также занималась реализацией проектов в области дизайна, искусства и здоровья. Вернувшись в начале 1990-х гг. в Швецию, работала школьным учителем физкультуры.
В 2009 г. приняла участие в шведской версии танцевального шоу Strictly Come Dancing.
Скончалась вследствие онкологического заболевания.